# El Condado (Asturias)
Condado (en asturiano y oficialmente El Condao) una parroquia y un lugar del concejo asturiano de Laviana, en España.

## Descripción

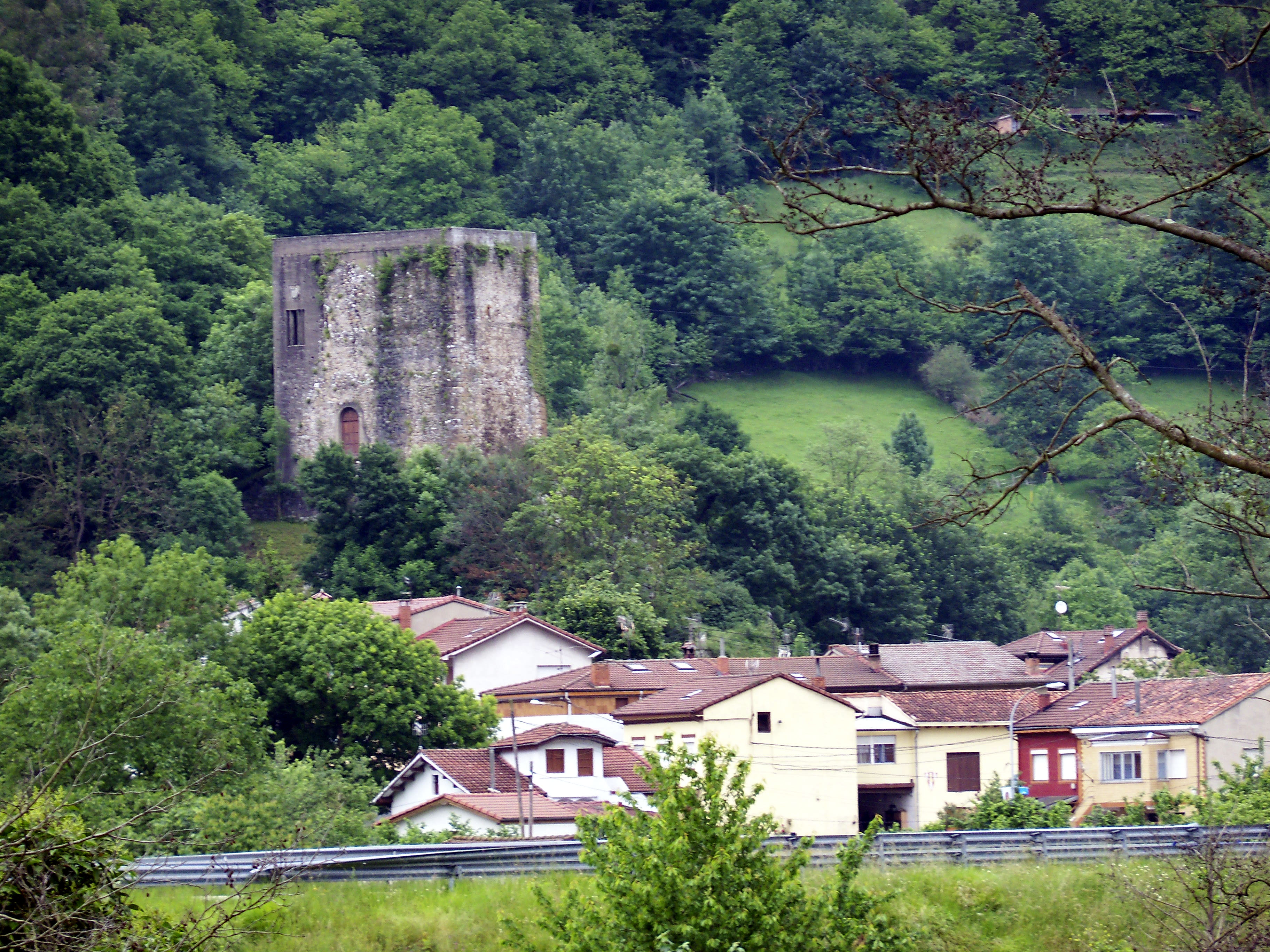
El Condao y su torreón

Se encuentra situado a unos cinco kilómetros de la capital municipal, Pola de Laviana. Debe su nombre a la desembocadura del río Xerra en el río Nalón, pues el condate de origen céltico viene a significar "confluencias de aguas". En esta parroquia se encuentra el denominado Torreón de El Condao (Bien de Interés Cultural), una torre medieval que, no obstante, fue muy reformada a mediados del siglo XX debido a un derrumbe en el siglo XIX y su utilización durante la Guerra Civil. La iglesia de San Esteban fue incendiada poco antes del inicio de la contienda, construida según algunas fuentes sobre una antigua abadía benedictina. En el incendio perdió su retablo barroco, conservando en la plaza su ancestral tejo. En el centro del pueblo se encuentra la capilla de San Vicente. En 1884, en la zona de Cimalavilla la Sociedad Romero Díaz y Compañía de Madrid construyó una fábrica de cobre que hoy permanece en ruina utilizada como cuadra, siendo utilizada previamente como estación de ferrocarril, hoy desaparecido. A mediados de los 60 comenzó a atraer turista gracias a la zona fluvial El Cañal. 
También destaca la casona de los Menéndez, en La Aldea.
Celebra sus fiestas de El Cristo de la Salud en septiembre.

## Aldeas
- Aldea[1] (L'Aldea, en asturiano y oficialmente)  2 Habitantes (2010)
- Boroñes 42 Habitantes (2011)
- Condado[1] (El Condao) 450 Habitantes (2010)
- Ferrera[1] (La Ferrera) 78 Habitantes (2010)
- Sierra (La Xerra)[1] 32 Habitantes (2010)